# Кип Светог Флоријана у Панчеву
Кип Светог Флоријана, заштитника ватрогасаца се налази на углу Улица Војводе Радомира Путника и Цара Лазара у Панчеву. Подигнут је 1813. године и представља непокретно културно добро као споменик културе.
Подигнут је на зиданом постољу четвороугаоног облика висине 177cm. Висина саме скулптуре је 233cm, која представља свеца одевеног у кратак хитон са дугим плаштом пребаченим преко рамена. На глави му је кацига са перјаницом, а на ногама кратке чизме. О левом бедру му виси тежак мач. У левој руци придржава заставу на дугом копљу, а у десној мало ведро пуно воде којом гаси пожар на моделу куће која је у пламену. Модел куће се налази крај његове десне ноге. Скулптура је изливена од гвожђа, а на задњој страни постамента са леве стране урезана је реч „БЛАНСКО“. Претпоставља се да је реч о радионици која је израдила скулптуру. Кип је ограђен оградом са четири стуба који су повезани ланцима. Ланце је израдио Антон Херман Громберг, после 1825. године. 